# Aphis craccivora
Aphis craccivora là một loài côn trùng trong họ Aphididae. Loài này được Koch miêu tả khoa học đầu tiên.
Đây là loài gây hại phát triển phổ biến ở Uzbekistan.